# نورمان إيدج
نورمان إيدج (بالإنجليزية: Norman Edge)‏ هو موسيقي أمريكي، ولد في 29 أبريل 1934 في جيرسي سيتي في الولايات المتحدة، وتوفي في 4 يونيو 2018 في ميتوتشين في الولايات المتحدة.

## وصلات خارجية
- نورمان إيدج على موقع ميوزك برينز (الإنجليزية)
- نورمان إيدج على موقع أول ميوزيك (الإنجليزية)
- نورمان إيدج على موقع ديسكوغز (الإنجليزية)